# Orrouy
Orrouy é uma comuna francesa na região administrativa de Altos da França, no departamento de Oise. Estende-se por uma área de 16,14 km². Em 2010 a comuna tinha 613 habitantes (densidade: 38 hab./km²).